# Nick Pünter
Nick Pünter (1º marzo 2002) è uno snowboarder svizzero, specializzato in slopestyle e big air.

## Biografia
Attivo in gare FIS dal novembre 2017, Nick Pünter ha debuttato in Coppa del Mondo il 15 gennaio 2022, giungendo 36º nello slopestyle di Laax. Il 22 ottobre successivo ha ottenuto il suo primo podio nel massimo circuito, classificandosi 3º nel big air di Coira vinto dal giapponese Takeru Ōtsuka.
In carriera non ha mai debutto né ai Giochi olimpici invernali, né ai Campionati mondiali di snowboard.

## Palmarès

### Coppa del Mondo
- Miglior piazzamento nella Coppa del Mondo di freestyle: 70º nel 2022
- Miglior piazzamento nella Coppa del Mondo di slopestyle: 42º nel 2022
- 1 podio:
  - 1 terzo posto